# 王一君
王一君（1969年6月—），山东淄博人，汉族，中国民主同盟盟员。中华人民共和国政治人物、第十三届全国人民代表大会山东地区代表。

## 生平
2018年2月24日，当选为第十三届全国人大代表。